# Heinrich Christoph Niese
Heinrich Christoph Niese (* 16. Oktober 1810 in Petersdorf auf Fehmarn; † 28. August 1887 in Altona) war ein deutscher Generalarzt.

## Leben
Heinrich Christoph Niese war der ältere Sohn des Pastors und späteren Propsts Johann Christoph Niese. Charlotte Niese war seine Nichte, Benedikt Niese sein Neffe. Er besuchte die Gelehrtenschule in Rendsburg und studierte Medizin in Kiel und Würzburg. Während seines Studiums wurde er 1829 Mitglied der Burschenschaft Germania Kiel. 1831 nahm er für die Kieler Burschenschaft am Burschentag in Frankfurt am Main teil. 1833 wurde er in Kiel zum Dr. med. et chirurg. promoviert und arbeitete dann bis 1848 als praktischer Arzt und Physikus auf der Isel Ärö. In der Schleswig-Holsteinische Erhebung diente er in der Schleswig-Holsteinischen Armee als Oberarzt, zuletzt als Generalarzt. 1852 ging er als Arzt nach Altona und wurde dort während des Deutschen Krieges 1866 Chefarzt des königlich-preußischen Militärlazaretts.
Er war Vorsitzender des Vereins zur Pflege im Felde verwundeter und erkrankter Krieger zu Altona und Ehrenmitglied des Altonaer Vereins der deutschen Kampfgenossen von 1870 bis 1871 sowie des Vereins der deutschen Invaliden in Hamburg, Altona und Umgebung. Ab 1884 gehörte dem Vorstand des Hamburger Ortsvereins des Deutschen Schulvereins an.
Nieses besonderes Interesse galt dem Bau von funktionalen Krankenbaracken und Lazaretten.

## Auszeichnungen
- Roter Adlerorden 3. Klasse mit Dienstjubiläumszahl 50, 27. Oktober 1883[1]
- Königlicher Kronen-Orden (Preußen)

3. Klasse, 20. März 1867
3. Klasse am Erinnerungsbande, 18. März 1872
- Inhaber anderer K. Preussischer, K. Sächsischer, Schleswig Holsteinischer, Bremensischer, Niederländischer und Englischer Kriegs- wie Friedens-Ehrenzeichen und Medaillen.[4]

## Veröffentlichungen
- Namentliches Verzeichniß der Todten und Invaliden der Schleswig-Holsteinischen Armee aus den Jahren 1848, 1849 und 1850/51. Kiel 1852. Online-Ausgabe.
- Einige Worte über Geschichte, Bedeutung und Aufgaben der Krankenpflege für Erweiterung der Diaconissen-Anstalt in Altona. Altona: Meyer 1870
- Vorschlag und Plan zu einer Bildungs-Anstalt für Krankenpflegerinnen. Altona: Mentzel 1871, 2. Auflage 1872
- Das combinirte Pavillon- und Baracken-System beim Baue von Krankenhäusern in Dörfern, kleinen und großen Städten : auf vier lithographierten Tafeln. Altona: Schlüter 1873